# Дело канских подростков
Дело канских подростков (также «дело о взрыве здания ФСБ в Minecraft») — судебный процесс в Канске над тремя школьниками, задержанными в 2020 году органами ФСБ, которые обвинили подростков в подготовке терактов.
Подростки были задержаны в июне 2020 года после расклейки листовок в поддержку аспиранта МГУ Азата Мифтахова и других политзаключённых.

## Задержание
В начале июня 2020 года трое 14-летних подростков расклеивали листовки в поддержку аспиранта МГУ Азата Мифтахова и других политзаключённых в центре города, одна из листовок была наклеена на здание городского управления ФСБ. Через несколько часов подростки были задержаны. После задержания силовики изъяли у подростков телефоны и получили доступ к их переписке. В телефонах было найдено несколько чатов в VK и Telegram, в которых подростки обсуждали политические и исторические темы, цитировали, например, Петра Кропоткина и Егора Летова. Как показала экспертиза, один из обвиняемых, Никита Уваров, размещал материалы, в которых «внушается неуверенность в будущем и ценность восстания, представления об отупляющем труде, враждебное отношение к президенту РФ В. В. Путину». Было выяснено, что подростки взрывали пиротехнику в безлюдных местах, как они утверждают, это делалось исключительно ради развлечения. Также при обысках у школьников нашли химикаты, которые можно купить в аптеке; взрывных устройств обнаружено не было.

## Подсудимые
Никита Уваров, Богдан А. и Денис М. — 14-летние ученики школы № 21 города Канска Красноярского края. По версии следствия, Никита Уваров придерживался идеологии анархизма.

## Следствие и обвинение
Подростков обвинили в нарушении трёх статей Уголовного кодекса РФ: 205.3 — прохождение обучения в целях осуществления террористической деятельности, 223.1 — незаконное изготовление взрывчатых веществ, незаконные изготовление, переделка или ремонт взрывных устройств, 222.1 — незаконные приобретение, передача, сбыт, хранение, перевозка, пересылка или ношение взрывчатых веществ или взрывных устройств. Также было открыто дело по статье 205.4 — организация террористического сообщества и участие в нём, но оно было закрыто до суда за отсутствием состава преступления. По версии следствия, Никита Уваров придерживался идеологии анархизма, запланировал террористический акт в Канске и попросил помощи у двоих своих друзей. Подростки якобы согласились, а потом изготовили два «коктейля Молотова» и четыре «самодельных взрывных устройства осколочно-фугасного действия с огневым способом инициирования взрыва». Следствие утверждает, что применение взрывчатых веществ подростки отрабатывали в заброшенном доме, на пустырях и стройках. Кроме этого, они якобы обсуждали планы «взрыва» здания ФСБ, построенного в компьютерной игре Minecraft.

## Суд и приговор
10 февраля 2022 года одного из обвиняемых, 16-летнего Никиту Уварова, приговорили к 5 годам лишения свободы в воспитательной колонии — подросток был признан виновным в прохождении обучения в целях осуществления террористической деятельности (ст. 205.3 УК РФ) и незаконном изготовлении взрывных устройств и их хранении (ст. 223.1 и ст. 222.1). Другим фигурантам дела назначили условные сроки — 3 и 4 года условно за «изготовление взрывчатки».
В своём последнем слове на процессе Никита Уваров говорил::

Мне было больно от того, что у меня в стране репрессируют людей, гражданских активистов, которые желают стране добра, которые выступают за её благополучие. Об этом я узнавал из неофициальных СМИ, я в это верил. Теперь же, к сожалению, я на своём опыте испытал деспотизм недобросовестных сотрудников системы…
…Я никогда не писал П., что планирую и готовлю кого-либо взорвать, потому что ничего не планировал и никого не готовил.
А в той переписке, которая исследовалась, мы просто размышляли на тему: плохие люди там или всё-таки хорошие — и их можно как-то агитировать, доносить информацию, что они могут ошибаться, что анархисты плохие. Так я думал, и поэтому предложил Д. поклеить листовки об анархистах именно на здание ФСБ.
Я буду спокоен, потому что никогда не учил своих друзей плохому, я не был их лидером, мы были на равных и просто дружили. Я никого не оговорил. Мне не стыдно перед людьми, близкими и чужими, которые знают о нашей истории. Пусть кто-то верит не мне, а правоохранительным органам, мне нечего стыдиться. Я никого не собирался взрывать.

16 мая 2022 года Апелляционный военный суд оставил приговор без изменений.
17 января 2023 года сообщалось, что Верховный суд Российской Федерации оставил без изменений приговор Никите Уварову.

## Реакция
В марте 2021 года российская правозащитная организация «Мемориал» квалифицировала дело канских подростков как политическое преследование. Панк-группа «Поспишь потом» посвятила фигурантам дела песню «Подростковый убиватель времени».